# Oliver Reed
Oliver Reed (Wimbledon, Anglaterra, 13 de febrer de 1938 − La Valletta, Malta, 2 de maig de 1999) va ser un actor anglès.

## Biografia
És el nebot del productor, director i guionista britànic Carol Reed i de la poeta Iris Tree, net de l'actor Herbert Beerbohm Tree i renebot del caricaturista Max Beerbohm.
Descobert en els anys 1960, esdevé progressivament una estrella del cinema britànic, a continuació internacional, gràcies sobretot a la seva col·laboració amb Ken Russell en pel·lícules com Dones enamorades o Els diables. Oliver Reed és alcohòlic i la seva carrera declina en els anys 1980, en què actua en nombroses pel·lícules de baix pressupost; les seves aparicions en produccions més importants són ocasionals.
Mor en el rodatge de Gladiator d'un infart miocardíac. El guió d'aquesta última pel·lícula és reescrit lleugerament i el muntatge necessita algunes escenes, sobretot la de la mort del seu personatge, en què la cara de l'actor difunt és incrustada amb l'ajuda d'efectes especials.

## Filmografia
Cinema
- 1958: Hello London
- 1958: The Square Peg de John Paddy Carstairs
- 1959: The Captain's Table de Jack Lee
- 1959: Es busca minyona (Upstairs and Downstairs) de Ralph Thomas
- 1959: Life Is a Circus de Val Guest
- 1959: The Angry Silence (The Angry Silence) de Guy Green
- 1959: The League of Gentlemen de Basil Dearden
- 1959: The Two faces of Dr. Jekyll de Terence Fisher
- 1960: Beat Girl d'Edmond T. Gréville
- 1960: The Bulldog Breed de Robert Asher
- 1960: Sword of Sherwood Forest de Terence Fisher
- 1960: His and Hers de Brian Desmond Hurst
- 1961: No love for Johnnie de Ralph Thomas
- 1961: The Rebel de Robert Day
- 1961: La maledicció de l'home llop (The Curse of the Werewolf) de Terence Fisher
- 1962: The Pirates of Blood River de John Gilling
- 1962: Captain Clegg de Peter Graham Scott
- 1963: Aquests són els condemnats (The Damned) de Joseph Losey
- 1963: Paranoiac de Freddie Francis
- 1963: The Scarlet Blade de John Gilling
- 1964: The System de Michael Winner
- 1964: The Party's Over de Guy Hamilton
- 1965: Rebel·lió a l'Índia (The Brigand of Kandahar) de John Gilling
- 1966: La trampa (The Trap) de Sidney Hayers[4]
- 1967: The Jokers de Michael Winner
- 1967: L'habitació tancada (The Shuttered Room) de David Greene
- 1967: ll Never Forget What's de Michael Winner
- 1968: Oliver! de Carol Reed: Bill Sikes
- 1969: Dones enamorades (Women in Love) de Ken Russell
- 1969: The Assassination Bureau de Basil Dearden: Ivan Dragomiloff
- 1970: Les Diables de Ken Russell
- 1970: La Dame dans l'auto avec des lunettes et un fusil d'Anatole Litvak
- 1970: Take a Girl Like You de Jonathan Miller
- 1971: Partida de caça (The Hunting Party) de Don Medford
- 1972: Z.P.G. de Michael Campus
- 1972: The Sitting Target de Douglas Hickox
- 1972: The Triple Echo de Michael Apted
- 1973: Els tres mosqueters (The Three Musketeers) de Richard Lester: Athos
- 1973: Rapt à l'italienne (Mordi e fuggi) de Dino Risi
- 1973: Blue blood d'Andrew Sinclair
- 1973: Days of Fury / Il giorno del furor d'Antonio Calenda: Palizyn
- 1973: Revolver de Sergio Sollima
- 1974: And Then There Were None de Peter Collinson
- 1974: Mahler de Ken Russell
- 1974: Els quatre mosqueters (The Four Musketeers: Milady's Revenge) de Richard Lester: Athos
- 1975: Tommy de Ken Russell
- 1975: Le Froussard héroïque de Richard Lester
- 1975: Lisztomania de Ken Russell
- 1976: Trauma de Dan Curtis: Ben Rolf
- 1976: The Great Scout and Cathouse Thursday de Don Taylor
- 1977: Ransom de Richard Compton
- 1977: Tomorrow Never Comes de Peter Collinson
- 1978: La gran dormida de Michael Winner
- 1978: El príncep i el captaire (Crossed Swords) de Richard Fleischer
- 1979: The Class of Miss MacMichael de Silvio Narizzano
- 1979: A Touch of the Sun de Peter Curran
- 1979: Cromosoma 3 (Chromosome 3) de David Cronenberg: el doctor Hal Ragran
- 1980: Dr. Heckyl and Mr. Hype de Charles B. Griffith
- 1981 Condorman de Charles Jarrott (Producció Walt Disney): Krokov
- 1981: Lion of the Desert de Moustapha Akkad: El general Rodolfo Graziani
- 1981: Venom de Piers Haggard
- 1983: Spams de William Fruet
- 1983: The Sting II de Jeremy Kagan: Doyle Lonnegan
- 1983: Fanny Hill de Gerry O'Hara
- 1983: Al mas' ala al-kubra / Clash of loyalties de Mohamed Shukri Jameel
- 1983: Units pel destí (Two of a Kind)  de John Herzfeld
- 1986: Robinson ocasional (Castaway) de Nicolas Roeg
- 1986: Captive de Paul Mayersberg
- 1987: Master of Dragonard Hill de Gérard Kikoïne
- 1987: The Misfit Brigade de Gordon Hessler
- 1988: Gor de Fritz Kiersch: Sarm
- 1988: Rage to Kill de David Winters
- 1988: Coast of Skeleton de John Bud Cardos
- 1988: Captive Rage de Cedric Sundstrom
- 1988: The House of Usher d'Alan Birkinshaw: Roderick Usher
- 1988: Les aventures del baró Munchausen (The Adventures of Baron Munchausen) de Terry Gilliam: Vulcain
- 1989: The Return of the Musketeers de Richard Lester: Athos
- 1990: Blind Justice de Terence Ryan
- 1990: Hired to Kill de Nico Mastorakis i Peter Rader
- 1991: The Pit and the Pendulum de Stuart Gordon
- 1992: Panama zucchero de Marcello Avallone
- 1992: Severed Ties de Damon Santostefano
- 1992: Oliver d'Amanda Street (curtmetratge)
- 1995: Superbrain de Menahem Golan
- 1995: Russian Roulette - Moscow 95 de Menahem Golan
- 1995: Funny Bones, les Drôles de Blackpool de Peter Chelsom: Dolly Hopkins
- 1996: The Bruce de Bob Carruthers
- 1996: The People vs Larry Flynt de Miloš Forman: Governador Rhodes
- 1998: The Incredibles Adventures of Marco Polo de George Erschbamer
- 1999: Parting Shots de Michael Winner
- 1999: Gladiator de Ridley Scott: Proximo
- 2000: Orpheus & Eurydice de Paul Pissanos: Narrador

Televisió
- 1962: El Sant (sèrie)
- 1990: L'illa del tresor (Treasure Island) (TV) de Fraser Clarke Heston: Capità Billy Bones

## Premis i nominacions
Nominacions
- 2001: BAFTA al millor actor secundari per Gladiator